# نادي مولودية الجزائر لكرة اليد
مولودية الجزائر (قسم كرة اليد ) هو أحد الأقسام العديدة في نادي مولودية الجزائر ، وهو نادي متعدد الرياضات مقره الجزائر العاصمة ، الجزائر .
في عام 2008 ، تم شراء ثلاثة عشر قسمًا من مولودية الجزائر بما في ذلك كرة اليد من قبل نادي آخر متعدد الرياضات ، Groupement Sportif des Pétroliers (GSP) ، بتمويل من سوناطراك . ال 5 أوت 2020 ، تمت الموافقة بالإجماع على الاندماج بين نظام الأفضليات المعمم ومولودية الجزائر في اجتماع عام غير عادي ، وهكذا وجدت الأقسام الثلاثة عشر حضن نادي مولودية الجزائر.
بالنسبة لكل من الرجال والنساء ، سيطر النادي على كرة اليد في الجزائر منذ التسعينيات وهو أيضًا أنجح أندية كرة اليد الأفريقية. هذا النادي المرموق هو أيضا أكبر مورد للاعبين للمنتخب الوطني الجزائري .

## الجوائز

### قسم الذكور
| خدمة منزلية (59) | عالمية (31) |
| --- | --- |
| - البطولة الجزائرية (28)15x15بك</img>15x15بك</img>(سجل) - بطل : 1982 ، 1984 ، 1987 ، 1988 ، 1989 ، 1991 ، 1992 ، 1994 ، 1995 ، 1997 ، 1998 ، 1999 ، 2000 ، 2001 ، 2002 ، 2003 ، 2005 ، 2006 ، 2007 ، 2008 ، 2009 ، 2010 ، 2011 ، 2013 ، 2014 ، 2016 ، 2017 ، 2018 - كأس الجزائر (29)15x15بك</img>15x15بك</img>(سجل) - الفائز : 1982 ، 1983 ، 1987 ، 1989 ، 1990 ، 1991 ، 1993 ، 1994 ، 1995 ، 1997 ، 1998 ، 1999 ، 2000 ، 2001 ، 2002 ، 2003 ، 2004 ، 2005 ، 2006 ، 2007 ، 2008 ، 2009 ، 2010 ، 2011 . 2012 ، 2013 ، 2014 ، 2017 ، 2019 - كأس السوبر الجزائري (2) (تسجيل) - الفائز : 2016 ، 2018 | - دوري أبطال إفريقيا (11)15x15بك</img> - بطل : 1983 ، 1997 ، 1998 ، 1999 ، 2000 ، 2003 ، 2004 ، 2005 ، 2006 ، 2008 ، 2009 . - نهائي : 1985 ، 2010 . - كأس الكؤوس الأفريقية (9) (رقم قياسي). - الفائز : 1988 ، 1991 ، 1992 ، 1993 ، 1994 ، 1995 ، 1997 ، 1998 ، 1999 . - نهائي : 1989 ، 1990 ، 1996 . - كأس السوبر الأفريقي (9) (رقم قياسي). - الفائز : 1994 ، 1995 ، 1996 ، 1997 ، 1998 ، 1999 ، 2004 ، 2005 ، 2006 . - نهائي : 2010 . - بطولة الأندية العربية الأبطال (2) - الفائز : 1989 ، 1991 . - نهائي : 1993 . - 3 ميدان : 1996 ، 2001 . - كأس العالم للأندية - 3 ميدان : 2007 - 7 ميدان : 1997 |

### قسم البنات
| خدمة منزلية (49) | عالمي (4) |
| --- | --- |
| - البطولة الجزائرية (26)15x15بك</img>15x15بك</img> - بطل : 1986 ، 1988 ، 1992 ، 1994 ، 1995 ، 1996 ، 1998 ، 1999 ، 2000 ، 2001 ، 2002 ، 2003 ، 2004 ، 2005 ، 2006 ، 2007 ، 2008 ، 2009 ، 2010 ، 2011 ، 2013 ، 2014 ، 2016 ، 2017 و 2019 - كأس الجزائر (20)15x15بك</img>15x15بك</img> - الفائز : 1988 ، 1994 ، 1995 ، 1998 ، 1999 ، 2000 ، 2001 ، 2002 ، 2003 ، 2004 ، 2005 ، 2006 ، 2008 ، 2009 ، 2010 ، 2011 ، 2012 ، 2017 ، 2018 و 2019 - كأس السوبر الجزائري (4) - الفائز : 2016 و 2017 و 2018 و 2019 . | - كأس الكؤوس الأفريقية (3) - الفائز : 1999 ، 2003 ، 2009 - نهائي : 2001 - كأس السوبر الأفريقي - نهائي : 2010 . - بطولة الأندية الأبطال العرب (1) - الفائز : 1997 |

## الشخصيات المرتبطة بالنادي

### المدربين
- محمد عزيز الدرواز : مدرب من 1979 إلى 1991
- كامل أكيب : مدرب من 1991 إلى 1997
- عمر عزب : مدرب من 1997 إلى 1999
- كريم جمعة : مدرب من 2002 إلى 2003
- رضا زغيلي : مدرب من 1999 إلى 2020